# Cambrai
För andra betydelser, se Cambrai (olika betydelser).

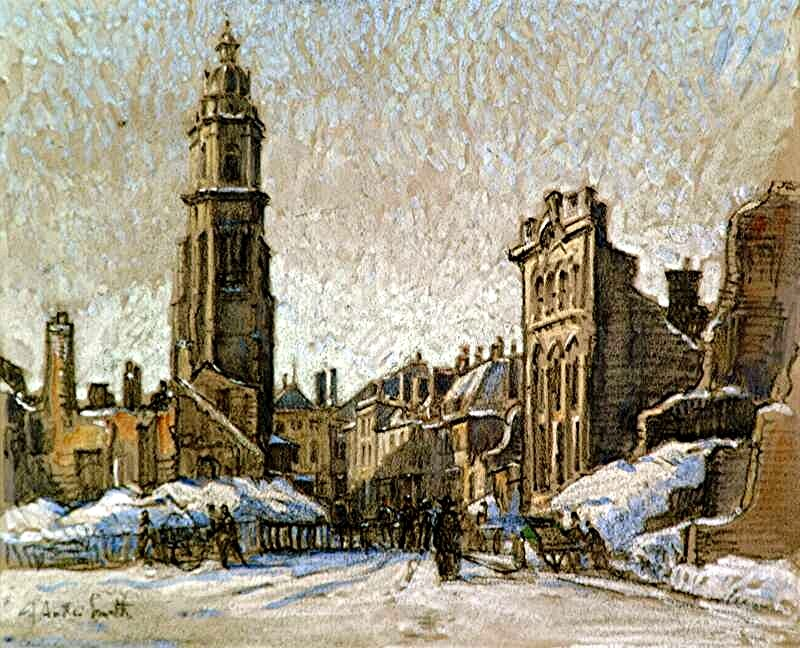
Cambrai

Cambrai är en kommun i norra Frankrike. Cambrai är arrondissementshuvudstad (Sous-préfecture) i departementet Nord. År 2022 hade Cambrai 31 568 invånare.

## Kultur
Många av Cambrais historiska byggnader har förstörts. Den gotiska katedralen förstördes under franska revolutionen liksom de flesta av stadens kyrkor. Den främsta sevärdheten idag är barockbyggnaden Chappelle des Jésuites och Maison espagnole intill som idag rymmer turistbyrån.

## Historia
Cambrai var ursprungligen en romersk stad, under namn av Cameracum. Staden hörde från början av 900-talet och fram till 1678 Tyska riket. Staden var biskops och senare ärkebiskopssäte. Staden har sedan 1200-talet varit känd för sin batisttillverkning. I freden i Nijmegen tillföll staden med kringliggande landområden Frankrike.
Ligan i Cambrai kallas en allians, som 1508 slöts i Cambrai, riktad mot Venedig. I den deltog påven Julius II, kejsar Maximilian av Tyskland, Ferdinand den katolske av Spanien och Ludvig XII av Frankrike, vilka alla ansåg sig ha krav på områden som innehades av Venedig. Underhandlingarna inleddes av en allians mellan kejsaren och Ludvig XII, till vilken de övriga parterna slöt sig. Ligan ledde 1509 till ett gemensamt krig mot Venedig, men upplöstes snart.
Freden i Cambrai, slöts 1529 mellan kejsar Karl V och Frans I av Frankrike under medling av kejsarens faster Margareta av Österrike, ståthållare i Nederländerna, och Frans I:s mor, Louise av Savojen, varför den även benämnts damfreden. Frans I, som haft svåra motgångar i föregående krig, måste uppge sina italienska anspråk och avstå länsöverhögheten över Artois och Frander med fick behålla Bourgogne, som han i freden i Madrid 1526 avträtt.
Slaget vid Cambrai 20 november-3 december 1917 under första världskriget ägde rum här. Slaget har främst gått till historien då det var första gången som stridsvagnar framgångsrikt användes i strid.
Cambrai är födelseort för:
- Charles François Dumouriez (1739-1823), general.
- Louis Blériot (1872-1936), flygpionjär.
- René Dumont (1904-2001), lantbruksingenjör, sociolog och politiker (grön).
- Maurice Godelier (1934-), socialantropolog, nymarxist och intellektuell.

## Befolkningsutveckling
Antalet invånare i kommunen Cambrai
| Referens: INSEE |